# Leon Goretzka
Leon Christoph Goretzka (pronunciación alemana: [ˈleːɔn ˈɡoːʁɛtskaː]; Bochum, 6 de febrero de 1995) es un futbolista alemán que juega como mediocampista para el Bayern de Múnich de la 1. Bundesliga de Alemania.

## Trayectoria

### VfL Bochum
En 1999, comenzó su carrera con Werner SV 06 Bochum. Permaneció durante dos años en el WSV antes de mudarse a VfL Bochum en 2001.
El 30 de julio de 2012, recibió la medalla de oro Fritz Walter sub-17 de 2012. El 4 de agosto de 2012, hizo su debut profesional con el Bochum en la 2. Bundesliga contra el Dinamo Dresde en el Rewirpowerstadion.
Tuvo una impresionante temporada 2012-13 en Bochum y fue su mejor jugador cuando Bochum evitó por poco el descenso de la 2. Bundesliga. Durante la temporada, estuvo vinculado a varios clubes importantes de Europa, incluidos el Bayern de Múnich, el Manchester United, el Arsenal y el Real Madrid. Matthias Sammer, el entonces director deportivo del Bayern de Múnich, se reunió con Goretzka para tratar de convencerlo de unirse al Bayern en el verano de 2013.

### Schalke 04
El 30 de junio de 2013, el Schalke 04 confirmó su traspaso procedente de Bochum. Firmó un contrato de cinco años hasta el 30 de junio de 2018. Se informó que la tarifa de transferencia era de 3250 millones de euros.

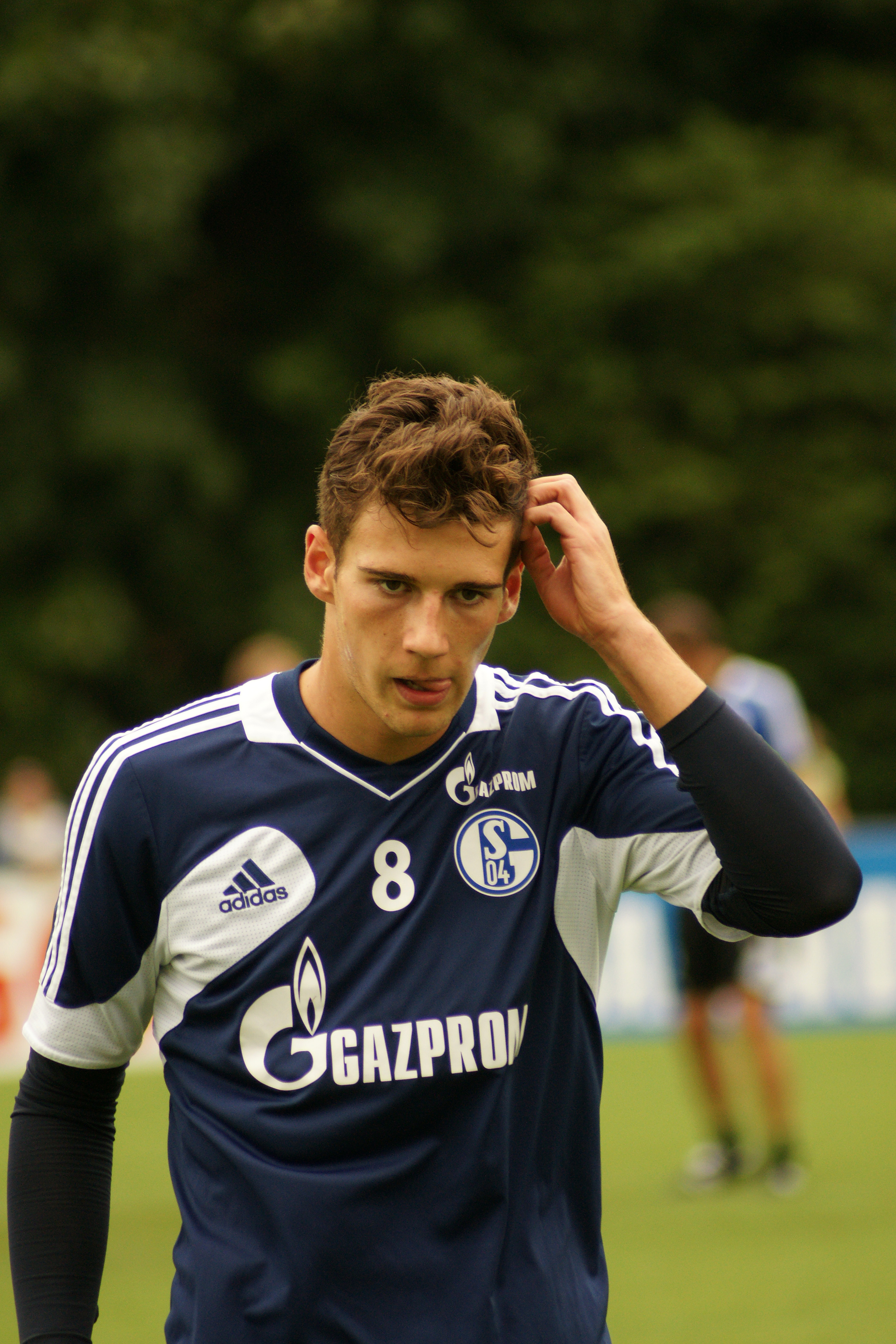
Entrenamiento de Goretzka para el Schalke 04 en 2013

Durante la temporada 2013-14, tuvo una primera temporada prometedora, anotando cinco goles en 32 apariciones en todas las competiciones. Se convirtió en titular habitual en la segunda mitad de la temporada y ayudó al Schalke a terminar en tercer lugar en la Bundesliga detrás de los campeones Bayern de Múnich y Borussia Dortmund. Al final de la temporada, fue convocado para el equipo preliminar de 30 hombres de la selección nacional de Alemania para la Copa Mundial de la FIFA 2014 en Brasil. Debutó en un amistoso previo al Mundial contra Polonia.
Durante la temporada 2014-15, se limitó a solo 11 partidos en todas las competiciones debido a una lesión en el muslo. Regresó de la lesión en la jornada 24 ante el Hoffenheim. Jugó solo en 10 partidos de la Bundesliga durante la temporada. El Schalke tuvo una temporada decepcionante y terminó en sexto lugar en la Bundesliga.

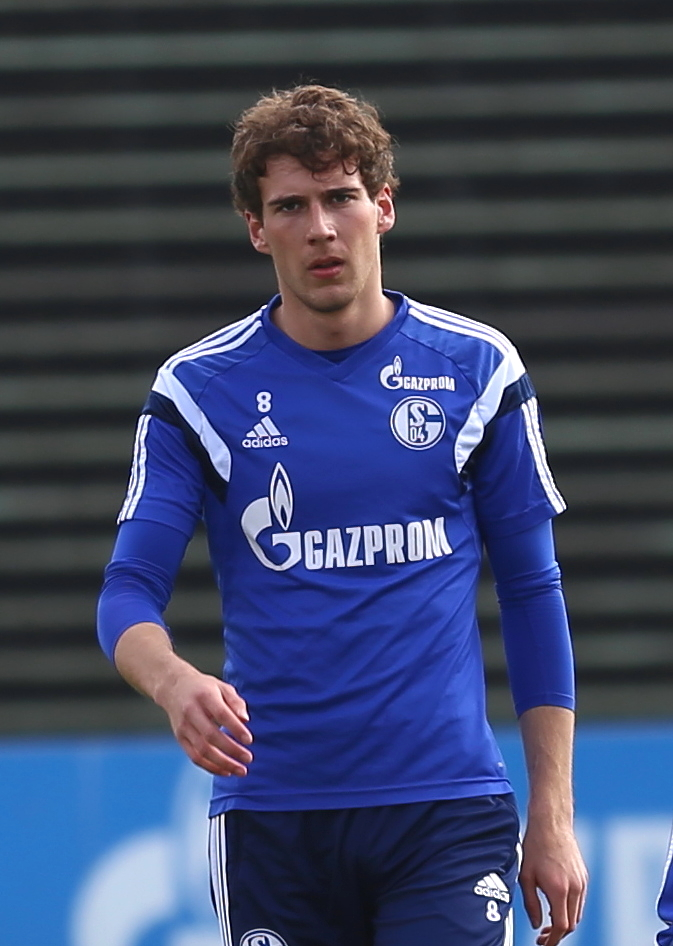
Entrenamiento de Goretzka para el Schalke 04 en 2015

Durante la temporada 2015-16, anotó dos goles en 34 apariciones en todas las competiciones. Volvió a estar en plena forma al comienzo de la temporada, pero tuvo varias lesiones a lo largo de la temporada. También le diagnosticaron una enfermedad inflamatoria intestinal durante la temporada y dijo: "Me diagnosticaron una inflamación intestinal crónica, que había tenido un impacto negativo en mi capacidad de recuperación". Goretzka continuó: "Así que cambié por completo lo que como, eliminando el gluten, la leche de vaca, el cerdo y las nueces. Como resultado, tengo menos problemas de salud y puedo recuperarme de un juego mucho más rápido.
Durante la temporada 2016-17, jugó 41 partidos en todas las competiciones, la mayor cantidad de su carrera, y marcó ocho goles. Esta fue considerada como su mejor temporada hasta la fecha, ya que floreció en un papel más ofensivo. El 20 de abril, sufrió una conmoción cerebral y sufrió una doble fractura de mandíbula mientras jugaba contra el Ajax en la Europa League. Continuó y jugó casi todo el partido hasta que fue sustituido en el minuto 84. El Schalke terminó en un decepcionante décimo lugar en la Bundesliga y no se clasificó para los lugares europeos.
Durante la temporada 2017-18, jugó 29 partidos en todas las competiciones y anotó cuatro goles. Esta fue su primera temporada sin el fútbol europeo desde su llegada al Schalke en 2013. Tuvo problemas con la reacción al estrés en los huesos de la parte inferior de la pierna y esa lesión lo mantuvo fuera de acción durante más de dos meses. Ayudó al Schalke a terminar segundo detrás del campeón Bayern de Múnich y así clasificarse para la Liga de Campeones de la UEFA por primera vez desde la temporada 2014-15. El 25 de noviembre de 2017, jugó su partido número 100 de la Bundesliga en un partido contra el rival acérrimo del Schalke, el Borussia Dortmund. El 19 de enero de 2018, Goretzka anunció que dejaría el Schalke en el verano de 2018 y se uniría a su rival Bayern Munich. Su decisión no fue bien recibida por los aficionados y la directiva del Schalke. El presidente de la junta de supervisión del Schalke, Clemens Tönnies, expresó su primera reacción con respecto a la decisión de Goretzka en un programa de entrevistas de fútbol. Tönnies dijo: "Mi primera reacción fue que ya no deberías usar la camiseta del Schalke". Tönnies dijo que Goretzka podría verse obligado a sentarse en las gradas si su decisión tiene un impacto negativo en el equipo.

### Bayern de Múnich

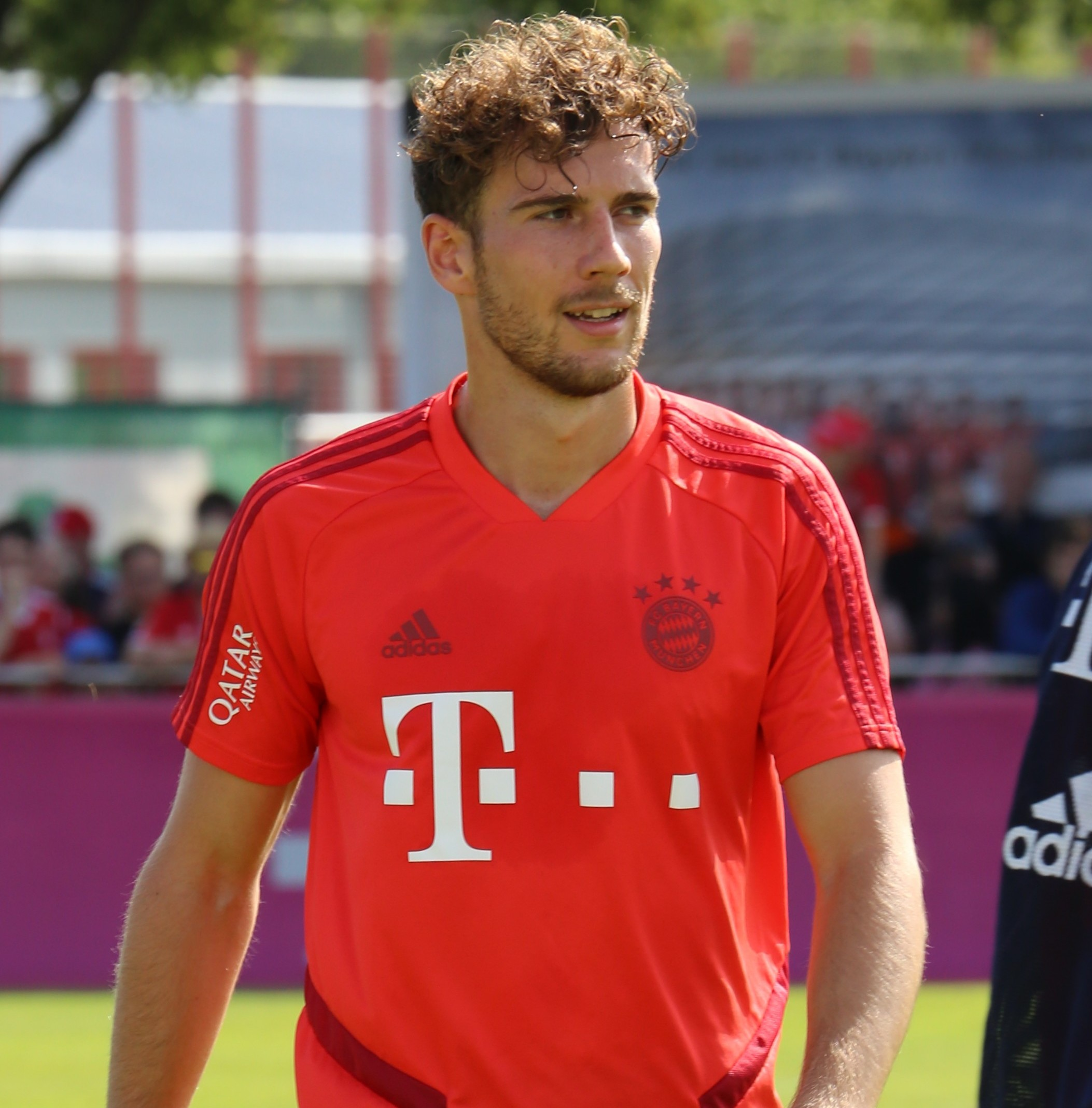
Goretzka con el Bayern de Múnich en 2019

El 1 de julio de 2018, se unió oficialmente al Bayern al firmar un contrato de cuatro años hasta junio de 2022. El 12 de agosto de 2018, en la Supercopa de Alemania, sustituyó a Thomas Müller en el minuto 64. Esta fue su primera aparición con el Bayern. El 1 de septiembre, marcó su primer gol para el club en la victoria a domicilio por 3-0 sobre el VfB Stuttgart. Al año siguiente, el 19 de enero de 2019, anotó su primer doblete en la Bundesliga, anotando dos goles en la victoria por 3-1 sobre el Hoffenheim. El 15 de febrero de 2019, marcó un gol en propia meta en un partido de la Bundesliga después de 13 segundos; ningún jugador del Bayern había tocado todavía el balón.
El 18 de mayo de 2019, ganó su primer título de la Bundesliga cuando el Bayern terminó dos puntos por encima del Dortmund con 78 puntos. Una semana después, ganó su primera DFB-Pokal cuando el Bayern derrotó al Leipzig 3-0 en la final de la DFB-Pokal de 2019. No apareció en el partido ya que salió lesionado.
El 26 de noviembre de 2019, anotó su primer gol en la Liga de Campeones durante una victoria a domicilio por 6-0 ante el Estrella Roja de Belgrado. Jugó un papel fundamental en la consecución del triplete del Bayern bajo la dirección de Hans-Dieter Flick. Jugó la mayor parte de los partidos, incluida toda la campaña de la Liga de Campeones, formando una pareja de centrocampistas con Joshua Kimmich. Después de que Benjamin Pavard se lesionara y Kimmich tuviera que jugar como lateral derecho, Goretzka jugó como centrocampista de área a área junto a Thiago Alcántara, incluso en la final de la Liga de Campeones.
El 24 de septiembre de 2020, marcó un gol en la victoria por 2-1 ante el Sevilla tras la prórroga de la Supercopa de Europa 2020. En abril de 2021, se perdió el partido de vuelta contra el París Saint-Germain en los cuartos de final de la Liga de Campeones por problemas musculares. Sin embargo, terminó la temporada ganando su tercer título consecutivo de la Bundesliga.

## Selección nacional

### Juvenil
El 15 de octubre de 2010, hizo su debut en la selección alemana de fútbol sub-16 en un amistoso contra Irlanda del Norte y marcó en la victoria por 3-2. El 24 de agosto de 2011, hizo su debut en la selección nacional de fútbol sub-17 de Alemania contra Turquía en una victoria por 4-0. En mayo de 2012, fue capitán de la selección alemana de fútbol sub-17 en el Campeonato Europeo Sub-17 de la UEFA 2012 en Eslovenia y lideró a la selección alemana sub-17 hasta la final contra Holanda. En la final, Goretzka marcó el primer gol del partido llevando el marcador a 1-0 y su gol fue compensado en el tiempo de descuento llevando el marcador a 1-1; Holanda ganó la siguiente tanda de penaltis. El 8 de agosto de 2013, debutó con la selección de fútbol sub-21 de Alemania con Horst Hrubesch, en un empate 0-0 contra Francia en el que tuvo un partido magnífico.
Fue contactado sin éxito por la selección polaca, pero rechazó la oferta porque no tiene conocimiento de ningún origen polaco.

### Mayor
El 8 de mayo de 2014, fue incluido en el equipo preliminar de 30 hombres de la selección nacional alemana para la Copa Mundial de la FIFA 2014 por el entrenador de Alemania, Joachim Löw. El 13 de mayo de 2014, hizo su debut en un empate 0-0 contra Polonia. Después del partido de Alemania contra Polonia, en el que había sufrido una lesión muscular, fue retirado del campo de entrenamiento preparatorio del equipo y del equipo final para el Mundial de Brasil 2014.
En mayo de 2017, fue nombrado en el equipo de Alemania para la Copa Confederaciones en Rusia. En el partido inaugural de su selección en el torneo el 20 de junio, anotó su primer gol para Alemania en la victoria por 3-2 en el Grupo B sobre Australia. Anotó dos goles contra México en las Semifinales. Terminó como máximo goleador junto a Timo Werner y Lars Stindl en la competición con tres goles. La selección alemana ganó la competencia, venciendo a Chile en la final en San Petersburgo.
El 4 de junio de 2018 fue incluido en la lista definitiva de Alemania para la Copa Mundial de la FIFA 2018. El 27 de junio hizo su debut en la Copa del Mundo, en el último partido de la fase de grupos, en una derrota por 2-0 ante Corea del Sur cuando su equipo fue eliminado del torneo en la fase de grupos por primera vez desde 1938.

### Equipo olímpico
Junto a su compañero de equipo en el Schalke, Max Meyer, fue nombrado en el equipo para los Juegos Olímpicos de Verano de 2016. Fue capitán de Alemania en su primer partido contra México, pero sufrió una lesión en el hombro y regresó a Gelsenkirchen.

### Participaciones en Copas del Mundo
| Mundial           | Sede  | Resultado      | Partidos | Goles |
| ----------------- | ----- | -------------- | -------- | ----- |
| Copa Mundial 2018 | Rusia | Fase de grupos | 1        | 0     |
| Copa Mundial 2022 | Catar | Fase de grupos | 3        | 0     |

## Estilo de juego
En 2013, se habló de Goretzka como uno de los talentos más brillantes del fútbol alemán. Peter Neururer, el entrenador de Goretzka en el Bochum, dijo que "nunca había visto a un futbolista de dieciocho años que tuviera un potencial como el de Goretzka", y lo calificó de "talento del siglo". Goretzka tiene un potente olfato goleador y es conocido por su buena capacidad de control del balón, así como por su habilidad para elegir los pases para sus compañeros. Realiza potentes disparos desde fuera del área. También es conocido por su excelente capacidad de cabeceo, que le permite marcar goles con la cabeza. Con 1.89 m, la capacidad de salto de Goretzka le ayuda a ganar batallas aéreas incluso contra los defensores más fuertes y altos. Su posición principal es la de centrocampista central aunque puede desplegarse como centrocampista defensivo, extremo derecho y en la posición de mediapunta. El juego de Goretzka se ha comparado a menudo con el de dos grandes futbolistas del fútbol alemán, Lothar Matthäus y Michael Ballack.

## Vida personal
Nació en Bochum, Renania del Norte-Westfalia. Completó su Abitur y se graduó en la Alice-Salomon-Berufskolleg (Alice-Salomon-Vocational School) en Bochum. Su padre, Konrad, es ingeniero automotriz e ingeniero eléctrico de Opel.

## Estadísticas

### Clubes
Actualizado al último partido disputado el 5 de julio de 2025.
| Club                           | Div.          | Temporada     | Liga  | Liga  | Liga   | Copas nacionales | Copas nacionales | Copas nacionales | Copas internacionales | Copas internacionales | Copas internacionales | Total | Total | Total  |
| Club                           | Div.          | Temporada     | Part. | Goles | Asist. | Part.            | Goles            | Asist.           | Part.                 | Goles                 | Asist.                | Part. | Goles | Asist. |
| ------------------------------ | ------------- | ------------- | ----- | ----- | ------ | ---------------- | ---------------- | ---------------- | --------------------- | --------------------- | --------------------- | ----- | ----- | ------ |
| VfL Bochum · Alemania          | 2.ª           | 2012-13       | 32    | 4     | 5      | 4                | 0                | 3                | —                     | —                     | —                     | 36    | 4     | 8      |
| VfL Bochum · Alemania          | Total club    | Total club    | 32    | 4     | 5      | 4                | 0                | 3                | 0                     | 0                     | 0                     | 36    | 4     | 8      |
| F. C. Schalke 04 · Alemania    | 1.ª           | 2013-14       | 25    | 4     | 1      | 2                | 1                | 0                | 5                     | 0                     | 0                     | 32    | 5     | 1      |
| F. C. Schalke 04 II · Alemania | 4.ª           | 2014-15       | 1     | 0     | 0      | —                | —                | —                | —                     | —                     | —                     | 1     | 0     | 0      |
| F. C. Schalke 04 II · Alemania | Total club    | Total club    | 1     | 0     | 0      | 0                | 0                | 0                | 0                     | 0                     | 0                     | 1     | 0     | 0      |
| F. C. Schalke 04 · Alemania    | 1.ª           | 2014-15       | 10    | 0     | 0      | 0                | 0                | 0                | 1                     | 0                     | 0                     | 11    | 0     | 0      |
| F. C. Schalke 04 · Alemania    | 1.ª           | 2015-16       | 25    | 1     | 4      | 2                | 1                | 0                | 7                     | 0                     | 1                     | 34    | 2     | 5      |
| F. C. Schalke 04 · Alemania    | 1.ª           | 2016-17       | 30    | 5     | 4      | 2                | 0                | 0                | 9                     | 3                     | 1                     | 41    | 8     | 5      |
| F. C. Schalke 04 · Alemania    | 1.ª           | 2017-18       | 26    | 4     | 4      | 3                | 0                | 1                | —                     | —                     | —                     | 29    | 4     | 5      |
| F. C. Schalke 04 · Alemania    | Total club    | Total club    | 116   | 14    | 13     | 9                | 2                | 1                | 22                    | 3                     | 2                     | 147   | 19    | 16     |
| Bayern de Múnich · Alemania    | 1.ª           | 2018-19       | 30    | 8     | 4      | 6                | 1                | 2                | 6                     | 0                     | 0                     | 42    | 9     | 6      |
| Bayern de Múnich · Alemania    | 1.ª           | 2019-20       | 24    | 6     | 5      | 6                | 1                | 1                | 8                     | 1                     | 1                     | 38    | 8     | 7      |
| Bayern de Múnich · Alemania    | 1.ª           | 2020-21       | 24    | 5     | 5      | 0                | 0                | 0                | 8                     | 3                     | 2                     | 32    | 8     | 7      |
| Bayern de Múnich · Alemania    | 1.ª           | 2021-22       | 19    | 3     | 3      | 2                | 0                | 0                | 6                     | 0                     | 0                     | 27    | 3     | 3      |
| Bayern de Múnich · Alemania    | 1.ª           | 2022-23       | 27    | 3     | 2      | 4                | 1                | 0                | 9                     | 2                     | 4                     | 40    | 6     | 6      |
| Bayern de Múnich · Alemania    | 1.ª           | 2023-24       | 30    | 6     | 7      | 2                | 0                | 1                | 10                    | 0                     | 1                     | 42    | 6     | 9      |
| Bayern de Múnich · Alemania    | 1.ª           | 2024-25       | 26    | 4     | 1      | 2                | 0                | 0                | 15                    | 2                     | 1                     | 43    | 6     | 2      |
| Bayern de Múnich · Alemania    | Total club    | Total club    | 180   | 35    | 27     | 22               | 3                | 4                | 62                    | 8                     | 9                     | 264   | 46    | 40     |
| Total carrera                  | Total carrera | Total carrera | 329   | 53    | 45     | 35               | 5                | 8                | 84                    | 11                    | 11                    | 444   | 69    | 64     |

## Palmarés

### Títulos nacionales
| Título                | Club             | País     | Año     |
| --------------------- | ---------------- | -------- | ------- |
| 1. Bundesliga         | Bayern de Múnich | Alemania | 2018-19 |
| Copa de Alemania      | Bayern de Múnich | Alemania | 2018-19 |
| 1. Bundesliga         | Bayern de Múnich | Alemania | 2019-20 |
| Copa de Alemania      | Bayern de Múnich | Alemania | 2019-20 |
| Supercopa de Alemania | Bayern de Múnich | Alemania | 2020    |
| 1. Bundesliga         | Bayern de Múnich | Alemania | 2020-21 |
| Supercopa de Alemania | Bayern de Múnich | Alemania | 2021    |
| 1. Bundesliga         | Bayern de Múnich | Alemania | 2021-22 |
| Supercopa de Alemania | Bayern de Múnich | Alemania | 2022    |
| 1. Bundesliga         | Bayern de Múnich | Alemania | 2022-23 |
| 1. Bundesliga         | Bayern de Múnich | Alemania | 2024-25 |
| Supercopa de Alemania | Bayern de Múnich | Alemania | 2025    |

### Títulos internacionales
| Título                            | Club                  | País           | Año     |
| --------------------------------- | --------------------- | -------------- | ------- |
| Juegos Olímpicos                  | Selección de Alemania | Río de Janeiro | 2016    |
| Copa Confederaciones              | Alemania              | Rusia          | 2017    |
| Liga de Campeones de la UEFA      | Bayern de Múnich      | Lisboa         | 2019-20 |
| Supercopa de la UEFA              | Bayern de Múnich      | Budapest       | 2020    |
| Copa Mundial de Clubes de la FIFA | Bayern de Múnich      | Catar          | 2020    |

### Distinciones individuales
| Título                                                            | Año              |
| ----------------------------------------------------------------- | ---------------- |
| Medalla Fritz Walter de Oro al mejor futbolista menor de 17 años. | 2012             |
| Bota de plata de la Copa Confederaciones                          | 2017             |
| Balón de Bronce de la Copa Confederaciones                        | 2017             |
| Equipo de la temporada en la Liga de Campeones                    | 2019-20          |
| Equipo de la temporada de la Bundesliga                           | 2017-18, 2020-21 |